# 史蒂文·温伯格
史蒂文·温伯格（英語：Steven Weinberg，1933年5月3日—2021年7月23日），生于纽约，美国物理学家，1979年获诺贝尔物理学奖。

## 生平
史蒂文·温伯格1933年出生于纽约的一个犹太移民家庭，但他是一个无神论者。早期对科学的倾向受到父亲的鼓励，在15、6岁时兴趣逐渐集中在理论物理上。1950年他和谢尔登·格拉肖一起毕业于布朗克斯科学高中，随后他和格拉肖都进入了康奈尔大学，1954年他从康奈尔大学拿到了学士学位。随后他去往哥本哈根的尼尔斯·玻尔研究所攻读研究生，开始了他的研究生涯，在那里，在大卫·弗里希（David Frisch）和贡纳·卡伦的帮助下开始做物理研究。一年之后，他回到普林斯顿大学，在山姆·特雷曼教授的指导下攻读博士学位，1957年博士毕业。
博士毕业后，先后于1957年至1959年在哥伦比亚大学、1959年在加州大学伯克利分校做博士后。1960年至1966年成为伯克利分校教师。在此期间他研究过粒子物理中的许多课题，包括量子场论的高能行为，对称性破缺，π介子的散射，红外光子和量子引力。同时他还发展了导出量子场论的方法，这些方法成为后来他的著作《量子场论》的第一章。并且着手写《引力与宇宙学》。这两本书，特别是后者，是在各自领域最有影响力的教材之一。
1966年，温伯格离开伯克利，接受了哈佛大学提供的讲师职位。1967年他成为MIT的客座教授。正是在MIT的这一年里，温伯格提出了统一电磁作用和弱相互作用的模型，其中他把弱相互作用的中间玻色子的质量来源归于自发对称性破缺，从而解决了质量项破坏规范对称性的问题。这一模型的重要结论之一是必须存在希格斯粒子。温伯格的模型现在称为电弱理论，它与格拉肖在1961年提出的模型具有相同的结构。这两个模型都预言了当时尚未发现的轻子之间的相互作用，现在称为中性流，通过{\displaystyle Z^{0}}传播。1973年实验上发现了{\displaystyle Z^{0}}，验证了电弱理论。温伯格提出这一理论的文章是到2010年为止粒子物理中引用率最高的理论文章。
在这个辉煌的成果之后，温伯格在粒子物理中的许多方向继续研究，包括量子场论，引力，超对称，超弦和宇宙学及一个称为術色荷的理论。
1967年之后，基本粒子理论的标准模型在许多人的努力下逐渐发展起来。其中电弱理论由温伯格，阿卜杜勒·萨拉姆和谢尔登·格拉肖一起完成，它与描述夸克之间强相互作用的理论相容，形成了一个整体的理论。1973年温伯格提出了标准模型的一个不含有希格斯粒子的修改理论。1973年，温伯格成为了哈佛大学的希金斯（Higgins）教授。
1979年，温伯格提出了对量子场论重整化的现代观点，认为所有的量子场论都是有效理论，并且改变了对以往理论(包括他自己在1967年文章中提出的理论)的看法，提出合理的量子场论都应该是可重整的。这个观点开辟了一系列有效理论的发展，包括量子引力，低能量子色動力學和重夸克有效场论，它在目前的研究中仍然有相当的吸引力。
1979年，在发现中性流（即发现Z玻色子）六年之后，温伯格、格拉肖和萨拉姆因独立提出基于对称性自发破缺机制的电弱理论，他们一起分享了当年的诺贝尔物理学奖。在此前一年，实验刚刚验证了由于Z玻色子与电磁作用混合引起的宇称破缺的预言。1982年温伯格作为一个基金会的科学部主席来到德州大学奥斯汀分校，并且成立了该物理系的理论组。
2008年，温伯格在1976年提出的一种新的强相互作用（李奥纳特·苏士侃称为術色荷）再度成为热点，这得益于即将运行的LHC，作为标准模型排序问题的一个解决方式，
術色荷假设有可能在LHC上得到检验。

## 学术贡献
温伯格是H指数、创造力指数等排行榜最前列的科学家之一。
温伯格是杰出的科学发言人：在美国国会上作证支持超导超级对撞机的建造，为纽约书评撰写文章，并在更大的科学范围内做各种演讲。温伯格还写了一些通俗易懂的科普书籍。
温伯格是所谓的“科学战争”（Science Wars）的主要参与者，站在保罗·R·格罗斯、诺曼·莱维特、阿兰·索卡尔、刘易斯·沃伯特、理查德·道金斯一边，该方赞成科学和科学知识的现实主义而反对构成主义（constructionism），后者由一些社会科学家所建议，比如斯坦利·阿羅諾維茨、巴里·巴恩斯、大卫·布鲁尔、大卫·埃奇、哈里·柯林斯、史蒂夫·富勒和布鲁诺·拉图尔。

## 观点

### 政治
在支持以色列的问题上，温伯格写了一篇短文“犹太复国主义及其文化敌手”来解释他的立场。由于英国针对以色列的商品抵制，温伯格曾经取消了去英国大学的行程，他解释道：“我知道一些人会说这些抵制只是针对以色列，而不是所有的犹太人，但考虑到以色列往往被中东和其它国家攻击和进犯，抵制以色列表明了道义上的盲目性，除了用反犹太主义解释这点，很难再找到其它理由。”:Given the history of the attacks on Israel and the oppressiveness and aggressiveness of other countries in the Middle East and elsewhere, boycotting Israel indicated a moral blindness for which it is hard to find any explanation other than antisemitism.

### 宗教
他对于宗教的看法在2006年一次訪問中得到了体现：“我們的一個主要任務就是削弱宗教。”他还说过：“宗教是弊大於利的。”2006年11月，他参加了“超越信仰”（Beyond Belief）研讨会并在会上发言。
他還說過："无论有沒有宗教，好人都会做好事，壞人都会做惡事。但是，若你想要好人做惡事，就需要宗教了。"(With or without religion, good people can behave well and bad people can do evil; but for good people to do evil—that takes religion.)

## 家庭
父亲弗雷德里克（Frederick），母亲伊娃（Eva）。妻子路易斯·温伯格，法学教授，他们在康奈尔大学本科期间认识，于1954年结婚，女儿伊丽莎白在1963年出生。

## 出版物

### 著作
- 引力和宇宙学：广义相对论原理与应用（1972）
- 宇宙的起源：最初三分钟（1977年，新的后记更新于1993年，ISBN 978-0-465-02437-7）
- 亚原子粒子的发现（1983）
- 基本粒子和物理定律：1986年狄拉克纪念讲座（1987年，与理查德·费曼共同编辑）
- 终极理论之梦：探寻自然界基本定律（1993年），ISBN 978-0-09-922391-7
- 量子场论（三册：1995年，1996年，2003年）
- 仰望苍穹：科学迎击文化敌手（2001年，2003年，哈佛大学出版社）
- 光荣与恐怖：渐增的核危情（2004年，纽约书评）
- 宇宙学（2008，牛津大学出版社）
- 湖畔静思：这个世界和宇宙（2010年），哈佛大学出版社贝尔纳普分社，ISBN 978-0-674-03515-7。
- 给世界的答案:发现现代科学 (2015年，ISBN 978-0062346650)。

### 学术文章
- 温伯格.  (PDF). 物理评论快报. 1967年, 19: 1264–1266  [2012-07-04]. （原始内容 (pdf)存档于2012-01-12） （英语）. (电弱统一的文章)
- 温伯格, 范伯格(Feinberg). . 物理评论快报. 1961年, 6: 381–383  [2012-07-04]. （原始内容存档于2012-09-17） （英语）.
- 佩斯(Pais)，温伯格等. . 粒子束 (已停刊). 1997年, 27卷 (1): 1–55  [2012-07-04]. （原始内容存档于2012-09-17） （英语）.
- 温伯格. . 物理评论快报. 2010年, 105: 261601  [2012-07-04]. （原始内容存档于2012-08-18） （英语）.[页码请求]

### 热门文章
- 《被设计的宇宙？》 (该文基于1999年4月在华盛顿特区举行的一个会议报告写成，文中反驳了对演化理论和宇宙理论的攻击（比如那些以“智能设计”来吸引注意的攻击），表达了温伯格强烈的立场，即科学家应在捍卫科学的斗争中多些主动。)